# Пограничний (Білорусь)
Пограни́чний (біл. Пагранічны) — агромістечко в складі Берестовицького району Гродненської області, Білорусь. Агромістечко є центром Пограничної сільської ради, розташоване у західній частині області на автошляху Р99 за 5 км від кордону з Польщею та за 10 км на південь від районного центру — Великої Берестовиці.

## Історія
9 жовтня 2007 року селище було віднесено до категорії сільських населених пунктів, у зв'язку була скасована Погранична селищна рада та перетворена у сільську раду.